# Сторожова могила
Сторожова могила — могила ямної культури другої половини 3 тисячоліття до н.е. поблизу с. Старих Кодаків (за 18 км на південь від центру Дніпра) на території сучасного Дніпровського аеропорту. Досліджена 1949 О. Тереножкіним. 
В одному з поховань уперше в Україні виявлено залишки двоколісного візка, що зараз зберігається у Дніпропетровському історичному музеї..